# El cetro de José
El cetro de José es un auto sacramental escrito por Sor Juana Inés de la Cruz. Se ignora la fecha de su composición, pero fue publicado, junto con El mártir del sacramento, en el segundo tomo de Inundación castálida en 1692 en Madrid.
Al igual que El divino Narciso, El cetro de José utiliza a la América prehispánica como vehículo para relatar una historia con tintes bíblicos y mitológicos. El tema de los sacrificios humanos aparece nuevamente en la obra sorjuanesca, como imitación diabólica de la Eucaristía. Aun así, Sor Juana siente cariño y aprecio por los indígenas y por los frailes misioneros que llevaron el cristianismo a América, como puede verse en varias secciones del auto. Además, el auto es pionero en representar conversiones colectivas al cristianismo, hecho insólito hasta entonces en la literatura religiosa.
El cetro de José pertenece a los autos vétero-testamentarios, y es el único de esta clase compuesto por Sor Juana. Pedro Calderón de la Barca, quien influyó fuertemente a la monja, escribió varios autos vétero-testamentarios, de los que destaca Sueños hay que verdad son, también inspirado por la figura del patriarca José.
Es habitual considerar que Sor Juana escribió sus autos con la firme convicción, alentada por la condesa de Paredes, de que se representarían en Madrid. Por ello, los temas y el estilo de estas obras iban dirigidas al público peninsular, aunque no existe constancia escrita de que se hayan montado fuera de Nueva España.